# Histoire des Végétaux Recueillis dans les Isles Australes d'Afrique
Histoire des Végétaux Recueillis dans les Isles Australes d'Afrique (abreviado Hist. Vég. Isles Austral. Afriq.) es un libro con ilustraciones y descripciones botánicas que fue escrito por el eminente botánico francés Louis Marie Aubert Du Petit-Thouars. Fue publicado en París  en el año 1805.